# Фонематика
Фонема́тика — розділ сегментної фонології, що вивчає фонему як найменшу одиницю фонологічного рівня.

## Історія
Поняття фонема було введено в ужиток Бодуеном де Куртене. Ґрунтовне пояснення фонеми дав М. Трубецькой. Українська фонологічна думка розвивалася під впливом російської фонетики, де існують дві фонетичні школи — Московська і Петербурзька (Щербівська). Московська фонетична школа розглядає фонему як сукупність диференційних ознак — на основі протиставлення звука фонемі (Реформатський, Винокур, Кузнєцов). Петербурзька фонетична школа вивчає фонему у єдності зі звуком (Щерба). Українська фонологія розвивалася у руслі ідей Л. Щерби. Так, сучасна українська фонетика фонему розглядає у єдності зі звуком, який вивчається в трьох аспектах: фізичному, анатомо-фізіологічному та функціональному (лінгвістичному). Фонема є предметом вивчення функціонального аспекту. Питаннями фонематики займалися: П. Коструба, Л. Булаховський, М. Жовтобрюх та ін.

## Фонема
Фоне́ма — це найменша (неподільна) структурно-семантична звукова одиниця, що здатна виконувати деякі функції у мовленні.
Зокрема фонема творить, розділяє і розпізнає морфеми, слова, їхні форми в мовному потоці. Тому, коли йдеться про функції фонеми, то зазвичай виділяють:
конститутивну: фонеми є тим матеріалом, з допомогою яких творяться одиниці вищих рівнів;
ідентифікаційну: із суцільного потоку мовлення людина розпізнає окремі звуки, а завдяки цьому й окремі слова; дистинктивну: фонеми розрізняють як зміст слова, так і його форму.

## Варіанти фонеми. Алофонеми (алофони)
Фонема як певний знак, модель матеріалізується в мовленні у вигляді звуків, серед яких вирізняють головний вияв фонеми (інваріант) та її варіанти (алофонеми, або алофони).
Виявлення фонеми в її самостійних ознаках, тобто незалежно від місця в слові, впливу сусідніх звуків, наголошеності й ненаголошеності, індивідуальних фізіологічних особливостей людини називається головним виявом фонеми.
Варіанти фонем є трьох типів:
Під позиційним варіантом розуміють вияв фонеми як звука тільки в певній означеній позиції в слові. Позиційним варіантом є звуковий вияв фонеми /и / як [ие] або [еи] у ненаголошеній позиції.
Комбінаторним варіантом фонеми називають звук, який з'являється замість головного вияву даної фонеми внаслідок змін, що відбуваються в артикуляції під впливом звукового оточення, наприклад, комбінаторним варіантом є реалізація фонеми /т′/ у звукові [д′] під впливом наступного дзвінкого: /молод′ба/.
Факультативним варіантом фонеми називається її не обов'язковий, але можливий у літературній мові звуковий вияв. Наприклад, перед фонемою /і/ звичайна для літературної мови фонема /т′/ /ст′іл/, хоч окремі носії в деяких словах реалізують її в звукові [т] [стіл].

## Система фонем
Система фонем у будь-якій мові встановлюється на основі фонологічних опозицій — методом протиставлення фонем у рядах чи парах слів. Існують й інші концепції фонем — фізико-акустична, математично-статистична тощо, які проте вважаються другорядними.
Опозиції бувають релевантні й нерелевантні.

Релевантні опозиції встановлюються на основі диференційних ознак фонем.

Нерелевантні опозиції встановлюються на основі інтегральних ознак фонеми.
Диференційні ознаки фонеми — ознаки, за якими розрізняють значення слів, морфем (твердість/м'якість, дзвінкість/глухість, шумний/фонаційний, губність/передньоязиковість/середньоязиковість/задньоязиковість/глотковість, проривність/фрикативність/африкативність/зімкнено-прохідність тощо).
Інтегральні ознаки фонеми — ті, які не розрізняють значення слів, морфем.